# 한재덕 (영화인)
한재덕은 대한민국의 영화 프로듀서이자 제작사 사나이 픽쳐스 대표로 주로 액션과 스릴러 장르의 영화에 참여한다.
류승완 감독과 오랜기간 같이 작업을 해왔으며, 함께 작업한 흥행작은 《주먹이 운다》와 《부당거래》 등이 있다.
참여한 작품들은 국내 및 해외의 유명 영화제에서 상을 수상했다. 대표적으로 칸 영화제 심사위원대상을 받은 《올드보이》, 칸영화제 비평가협회상 수상을 받은 《주먹이 운다》, 몬트리올 판타지아 국제영화제에서 시나리오상을 수상한 《부당거래》등이 있다. 《부당거래》는 베를린 국제 영화제에 공식초청받기도 하였다.
영화 《평양성》에서는 '특공대장수 2' 역으로 우정출연 하였다.
2011년에는 윤종빈 감독과 《범죄와의 전쟁: 나쁜놈들 전성시대》를 촬영하였으며 이는 2012년도 백상예술대상 영화부문 대상을 수상하였다.
2012년에는 류승완 감독과 베를린 그리고 박훈정 감독과 신세계를 촬영하고 있다.

## 참여 작품

### 프로듀서
- 《올드보이》 (2003년)
- 《주먹이 운다》 (2005년)
- 《죽이고 싶은》 (2010년)
- 《부당거래》 (2010년)
- 《범죄와의 전쟁: 나쁜놈들 전성시대》 (2011년)
- 《베를린》 (2012년)
- 《신세계》 (2012년)
- 《남자가 사랑할때》 (2014년)
- 《군도》 (2014년)
- 《무뢰한》 (2015년)
- 《오케이! 마담》 (2020년)
- 《헌트》 (2022년)